# Громов, Александр Николаевич
Алекса́ндр Никола́евич Гро́мов (родился 17 августа 1959, Москва, СССР) — советский и российский писатель-фантаст. Относится к числу ведущих российских авторов «твёрдой» научной фантастики. Начал писать в 1986 году, впервые опубликовался в начале 1990-х.

## Биография
Александр Николаевич Громов родился 17 августа 1959 года в семье служащих в Москве.
Окончил Московский энергетический институт, сначала работал во Всероссийском научно-исследовательском институте радиотехники, затем в Научно-исследовательском институте космического приборостроения.
Дебют в фантастике — публикация в 1991 году рассказа «Текодонт» в приложении к журналу «Уральский следопыт». В 1995 году в издательстве «Параллель» (Нижний Новгород) был напечатан сборник Громова «Мягкая посадка», включивший в себя лучшие произведения, написанные автором за пять лет. Книга получила жанровые премии, и с того времени каждая новая публикация Громова привлекала к себе большое внимание критиков и читателей.
В 2004 году Александр Громов и Владимир Васильев написали в соавторстве роман «Антарктида online», создав тем самым новую разновидность фантастики — «альтернативную географию».
Александр Громов — лауреат премий «Звёздный мост» (2001, 2002, 2004, 2005, 2006), «Аэлита» (2006), «Странник» (2001), премий Интерпресскон (1997, 1999, 2001, 2005, 2006, 2007 /дважды/), «Роскон», «Филигрань», «Сигма-Ф», Беляевской премии (1996, 2010). В 2022 году книга «Удивительная Солнечная система» получила высокие оценки экспертов программы «Всенаука» и вошла в число книг, свободных для легального бесплатного скачивания.
Громов работает в жанре традиционной научной фантастики. Хотя в большинстве его книг мир «научно» проработан (Александр Громов — бывший инженер-радиотехник, а его текущее хобби включает любительскую астрономию), Громова интересует «социальная фантастика», как он это объясняет:
Несколько слов о своих произведениях я все-таки должен сказать — но только не о каждом в отдельности, а обо всех оптом. Большую часть написанного мной следует отнести к социальной фантастике (отнюдь не в смысле „капитализм-социализм“ — эта тема мне сравнительно мало интересна). Рецепт её, выработанный еще Г. Дж. Уэллсом, не изменился по сию пору и выглядит примерно так: берется некий социум (лучше ограниченной численности, с ним проще работать), учиняется над ним какая-нибудь гадость и отслеживаются последствия…

Конечно, я шучу, да простит меня тень великого писателя. Но в каждой шутке…
В свободное от написания фантастики время Громов также — турист-байдарочник и астроном-любитель.

### Романы
- 1995 — «Мягкая посадка». Сборник. НН, Параллель
- 1997 — «Властелин пустоты». Романы. М., ЭКСМО
- 1998 — «Год лемминга». Романы. М., АСТ
- 1998 — «Ватерлиния». Роман. М., ЭКСМО
- 1999 — «Шаг влево, шаг вправо». Роман. М., АСТ
- 2000 — «Запретный мир». Роман. М., АСТ
- 2000 — «Тысяча и один день». Роман. М., АСТ
- 2000 — «Вопрос права». Сборник. М., АСТ
- 2001 — «Крылья черепахи». Роман. М., АСТ
- 2001 — «Тысяча и один день. Вычислитель». Сборник. М., АСТ,
- 2002 — «Завтра наступит вечность». Роман. М., АСТ
- 2003 — «Глина господа бога». Сборник. М., АСТ, Ермак
- 2004 — «Первый из могикан». Роман. М., АСТ, 2004
- 2004 — «Антарктида online». Роман. М., АСТ (совм. с Владимиром Васильевым)
- 2005 — «Феодал». Роман. М., ЭКСМО
- 2006 — «Исландская карта». Роман. М., ЭКСМО
- 2007 — «Русский аркан». Роман. М., ЭКСМО
- 2009 — «Шанс для динозавра». Роман. М., ЭКСМО
- 2010 — «Игра в поддавки» (в рамках проекта S.T.A.L.K.E.R, под псевдонимом Александр Митич). Роман. М., ЭКСМО
- 2010 — «Ребус-фактор». Роман. М., ЭКСМО
- 2010 — «Человек отовсюду»[7]. Роман. М., ЭКСМО
- 2011 — «Запруда из песка». Роман. М., ЭКСМО
- 2012 — «Удивительная Солнечная система». М., ЭКСМО
- 2013 — «Реверс». Роман. М., АСТ (совместно с Сергеем Лукьяненко)
- 2021 — «Простолюдин». Выложен в Библиотеке Максима Мошкова[8].
- 2024 — «Повышение по службе». Роман. Ростов-на-Дону, Феникс

### Повести
- Вычислитель \ Если, 2000, 8
- Язычник (Вычислитель-2) \ Эксмо, 2015
- Орбита для одного (Вычислитель-3) \ Эксмо, 2017
- Змеёныш \ Если, 2005, 11
- Корабельный секретарь \ Если, 2003, 4
- Погоня за хвостом \ Если, 2001, 11
- Прыткая и Потаскун \ Если, 2006, 11
- Со Дна \ Если, 2012, 8
- Такой же, как вы \ Фантакрим MEGA, 1993, 6

### Рассказы
- Багровые пятна \\\ Вопрос права, 2000
- Бобугаби \ Если, 2009, 10
- Быль о маленьком звездолёте \ Если, 1998, 9
- Быть проще \\ Фантастика-2002-2, 2002
- Вдруг откуда-то летит… \\\ Глина Господа Бога, 2003
- Вопрос права \\\ Мягкая посадка, 1995
- Всем поровну! \ Если, 2004, 5
- Всяк сверчок \ Фантакрим МЕGA, 1995, 2
- Глина господа Бога \\ Фантастика-2001, 2001
- Гурманы \\ Русская фантастика-2010, 2010
- Дарю тебе звезду \ Если, 2001, 5
- Двое на карусели \\ Пятая стена, 2002
- Девальвированный \ Реальность фантастики, 2004, 9
- Идеальная кандидатура \ ТМ, 1999, 5
- Кот-такт \ Если, 2007, 12
- Не ложись на краю \ Если, 1999, 7
- Новые гибриды \ AquaAnimals, 2005, 2
- Последнее дело Херлока Шолмса \ Реальность фантастики, 2004, 12
- Сбросить балласт \\ Спасти чужого, 2008
- Секундант \\ Фантастика-2000, 2000
- Сила трения качения \ Если, 2003, 11
- Скверна \\ Убить чужого, 2008
- Счастливая звезда \ Если, 1998, 1
- Текодонт \ ПИФ, 1991, 21
- Толстый, ленивый, опасный \ Звездная дорога, 2003, 2
- Трактат о наградах \ Проксима, 1997, 2
- Уступчивые \\\ Вопрос права, 2000
- Фальстарт \ Если, 2006, 2
- Циклогексан \\\ Циклогексан, 2009
- Я, Камень \\\ Вопрос права, 2000

## Фильмография
- Вычислитель \ Арт Пикчез Студио, 2014